# Catharina Mulder
Catharina Mulder, född 1723, död 1798, var en nederländsk orangist. Hon var musselförsäljare i Rotterdam. Hon ledde och organiserade de pro-orangistiska upploppen i Rotterdam 1783-84 och betraktas som en företrädare för den folkliga orangismen. 